# Tebat Kubu
Tebat Kubu is een bestuurslaag in het regentschap Bengkulu Selatan van de provincie Bengkulu, Indonesië. Tebat Kubu telt 1175 inwoners (volkstelling 2010).